# Hracholusky nad Berounkou
Hracholusky (deutsch Hracholusk, 1939–45 Schotendorf) ist eine Gemeinde in Tschechien. Sie liegt zwölf Kilometer südlich von Rakovník und gehört zum Okres Rakovník.

## Geographie
Hracholusky befindet sich in der Křivoklátská vrchovina im Landschaftsschutzgebiet Křivoklátsko. Das Dorf liegt linksseitig der Berounka auf einem Sattel zwischen den Hügeln Novosedlecký kopec und Malinová hora. Im Ort entspringt der Bach Hracholuský potok.
Nördlich erhebt sich der Valachov (413 m), im Nordosten der Lánsko (441 m), östlich die Dlouhá hora (399 m) und der Štulec (539 m), im Südosten die Velká Pleš (500 m), südlich die Malinová hora (436 m), im Südwesten der Hájek (431 m) sowie nordwestlich der Novosedlecký kopec (462 m).
Nachbarorte sind Skřivaň und Na Habrovém Loužku im Norden, Malá Buková, Gypsárna, Velká Buková, Nezabudice und Branov im Nordosten, U Rozvědčika, Křiniště, Branovská Vrata und Karlova Ves im Osten, Kouřimecká Myslivna, Kouřimecká Rybárna, Emilovna und Jelenec im Südosten, Týřovice, Skryje, Šlovice und Karáskův Mlýn im Süden, Hřebečníky, Hřebečnická Lesárna und Újezdec im Südwesten, Kovárna, Dvorec und Slabce im Westen sowie Malá Slabce, Novosedly und Tyterský Mlýn im Nordwesten.

## Geschichte
Die erste schriftliche Erwähnung des Dorfes und der Feste Hracholusk erfolgte im Jahre 1379 als Sitz des Orziborius de Hracholusk. Das Gut war ein Lehn der königlichen Burg Křivoklát, mit dem Bedienstete der Burg beliehen wurden.
Im 16. Jahrhundert wurde in der Umgebung des Dorfes, insbesondere am Valachov Bergbau auf Kupfererz betrieben. Die Feste erlosch während des Dreißigjährigen Krieges. Im 17. Jahrhundert begann der Abbau von Schiefer, im Grund östlich des Dorfes wurde zu dessen Verarbeitung das Alaunwerk Schwarzthal gegründet. 1685 verkaufte Leopold I. die Kronherrschaft Pürglitz an Ernst Joseph Graf von Waldstein. 1731 vererbte Johann Joseph Graf von Waldstein die Herrschaft an seine Tochter und Universalerbin Maria Anna Fürstin zu Fürstenberg, die sie 1756 testamentarisch mit der Herrschaft Kruschowitz und dem Gut Nischburg zu einem Familienfideikommiss von 400.000 Gulden vereinigte. Die eine Hälfte des Erbes fiel ihren Söhnen Joseph Wenzel zu Fürstenberg-Stühlingen und Karl Egon I. zu Fürstenberg zu, die andere ihren Töchtern Henriette Fürstin von Thurn und Taxis und Maria Theresia zu Fürstenberg. Als Fideikommisserben setzte sie ihren zweitgeborenen Sohn Karl Egon I. ein, der durch Ausgleich auch die Anteile seiner Geschwister erwarb.  Nach dem Tode von Karl Egon I. erbte 1787 dessen ältester Sohn Philipp Fürst zu Fürstenberg († 1790) den Besitz, ihm folgten seine Kinder Karl Gabriel zu Fürstenberg († 1799) und Leopoldine Prinzessin von Hessen-Rothenburg-Rheinfels. 1803 verzichteten die weiblichen Erben in einem Familienvergleich zugunsten des minderjährigen Karl Egon II. zu Fürstenberg und der fürstlichen und landgräflichen Häuser Fürstenberg; als Verwalter wurde bis zu dessen Volljährigkeit im Jahre 1817 Joachim Egon Landgraf von Fürstenberg eingesetzt. In der ersten Hälfte des 19. Jahrhunderts begann im Tal des Tyterský potok der Abbau von Kalkschiefer und Kieselschiefer, der zu Mineraldünger verarbeitet wurde. Das Fürstlich Fürstenbergische Mineralwerk Schwarzthal, auch Schwarzenthaler Alaunwerk lieferte die Vitriollauge zur Herstellung von Gips an die Gipshütte.
Im Jahre 1843 bestand Hracholusk/Hracholusky aus 41 Häusern mit 343 Einwohnern. Im Ort gab es einen herrschaftlichen Meierhof mit Schäferei sowie ein Forsthaus. Im Tal des Hracholusker Baches östlich des Dorfes wurde das Mineralwerk Schwarzthal betrieben, unterhalb davon lag im Tal des Titterbaches (Tyterský potok) die zugehörige Gipshütte und ein Kalksteinbruch. Pfarrort war Nezabuditz. Bis zur Mitte des 19. Jahrhunderts blieb Hracholusk dem Fideikommiss Pürglitz untertänig.
Nach der Aufhebung der Patrimonialherrschaften bildete Hracholusky / Hracholusky ab 1850 einen Ortsteil der Gemeinde Nezabudice im Bezirk Rakonitz und Gerichtsbezirk Pürglitz. Nach dem Tode Karls Egon II. zu Fürstenberg erbte 1854 dessen zweitgeborener Sohn Max Egon I. den Fideikommiss Pürglitz. Hracholusky löste sich 1880 los und bildete eine eigene Gemeinde. Im Jahre 1911 wurde das Schulhaus erbaut. 1932 lebten in Hracholusky 250 Personen. Während der deutschen Besetzung erhielt der Ort den deutschen Namen Schotendorf. Im Jahre 1980 wurde Hracholusky nach Hřebečníky eingemeindet, am 24. November 1990 wurde das Dorf wieder eigenständig.

## Gemeindegliederung
Für die Gemeinde Hracholusky sind keine Ortsteile ausgewiesen. Zu Hrachoslusky gehören die Einschichten Kovárna und Křiniště.

## Sehenswürdigkeiten
- Gehöfte in Volksbauweise im Ortszentrum
- Glockenturm im Ortszentrum
- Geschützte Esche nördlich des Gutes Ovčín auf dem Novosedlecký kopec
- Hrušeň na Hadrovizně, geschützte Kultur-Birne nordöstlich über dem Tal des Hracholuský potok
- ehemalige Schule, heute Sitz des Gemeindeamtes
- Felsen Kněžská skála, östlich des Dorfes am Berounkatal
- Naturdenkmal Valachov, nördlich des Ortes am gleichnamigen Hügel
- Naturdenkmal Čertova skála (Teufelsfelsen), steile Felswände von bis zu 100 m Höhe linksseitig der Berounka zwischen Hracholusky und Kouřimecká Myslivna
- Halden und Reste von Stollen im Tal des Tyterský potok